# 全国氷雪販売業生活衛生同業組合連合会
全国氷雪販売業生活衛生同業組合連合会（ぜんこくひょうせつはんばいぎょうせいかつえいせいどうぎょうくみあいれんごうかい）は、1957年（昭和32年）6月に施行された「環境衛生関係営業の運営の適正化に関する法律」に基づき、認可された団体である。
都道府県ごとの組合の中央連合体として1959年（昭和34年）5月18日設立、同日、厚生大臣（現・厚生労働大臣）より認可された。

## 概要
氷雪販売業生活衛生同業組合は、東京都、神奈川県、埼玉県、石川県、福井県、愛知県、大阪府、福岡県、長崎県にあり、純氷を販売する氷店の同業組合である。
全国氷雪販売業生活衛生同業組合連合会は、上記の9組合を統括している。
本部を東京都氷雪販売業生活衛生同業組合内に置く。
各都道府県の会員数の総計は400の氷雪販売業界としては最小の団体である。
TOKYO純氷まつりの協賛団体である。

## 関係団体
- 公益財団法人全国生活衛生営業指導センター
- 公益財団法人東京都生活衛生営業指導センター